# 타른주의 캉통
프랑스 타른주에는 총 17개의 캉통이 속해 있다. 2015년 3월 행정구역 총개편으로 인해 현재는 다음과 같이 설치되어 있다.
- 알비 1
- 알비 2
- 알비 3
- 알비 4
- 카르모 1 레세갈라
- 카르모 2 발레뒤세루
- 카스트르 1
- 카스트르 2
- 카스트르 3
- 레되리브
- 겔라크
- 그롤에
- 르오다두
- 레오테르도크
- 라보르코카뉴
- 마자메 1
- 마자메 2 발레뒤토레
- 라몽타뉴누아르
- 르파스텔
- 플렌드라구
- 레포르트뒤타른
- 생쥐에리
- 비뇨블제바스티드